# Manneville-la-Pipard
Manneville-la-Pipard är en kommun i departementet Calvados i regionen Normandie i norra Frankrike. Kommunen ligger i kantonen Blangy-le-Château som ligger i arrondissementet Lisieux. År 2022 hade Manneville-la-Pipard 262 invånare.

## Befolkningsutveckling
Antalet invånare i kommunen Manneville-la-Pipard
Referens: INSEE